# Female seminary

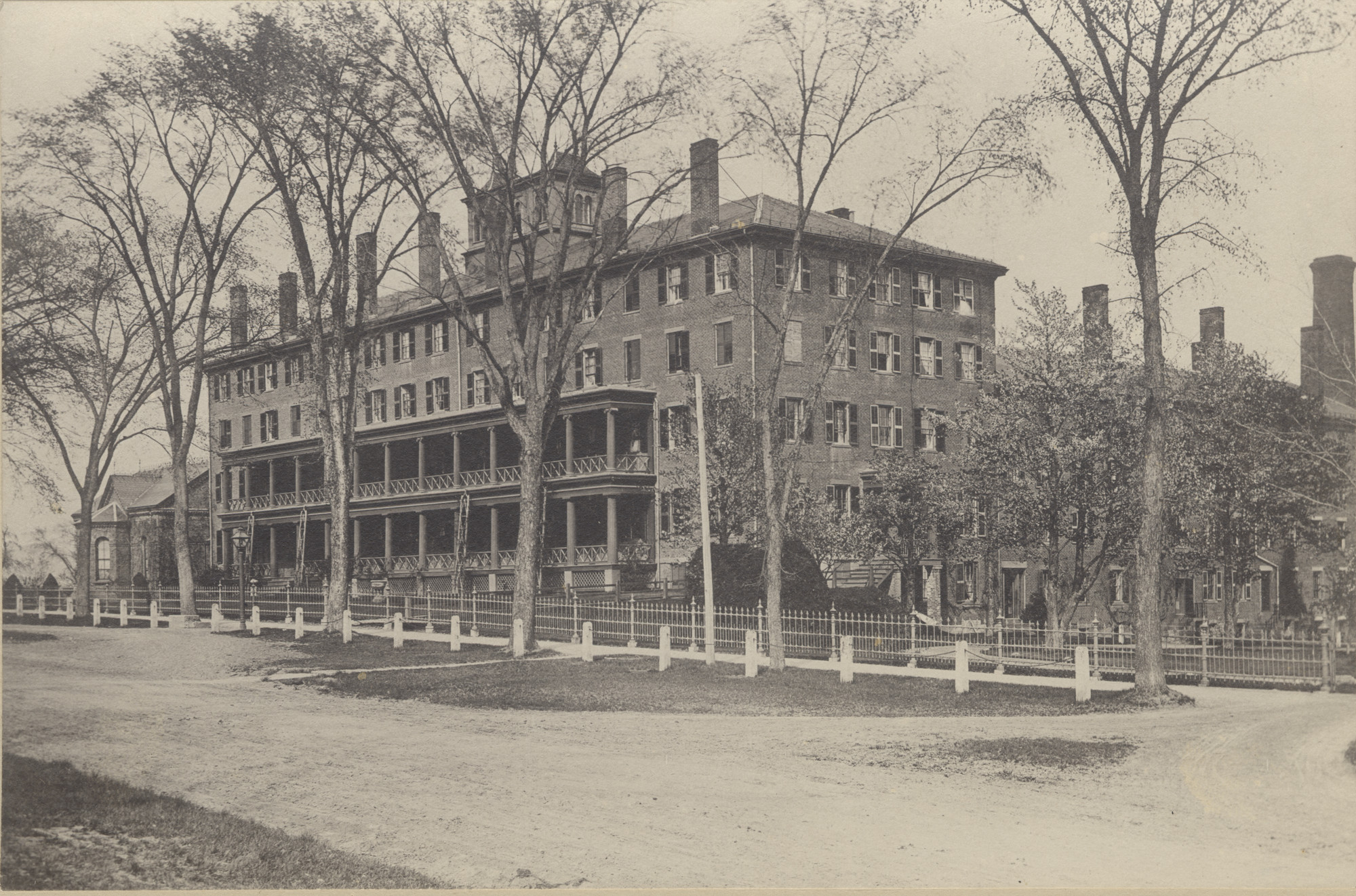
Mount Holyoke Female Seminary.

Female seminary var en särskild typ av utbildningsinstitution för kvinnor i framför allt USA under 1800-och 1900-talet.
I första hälften av 1800-talet upplevdes ett ökat behov av högre utbildning för flickor och kvinnor i USA, där universitet och högre formell utbildning var stängda för kvinnor. Under perioden 1820-1850 utvecklades privata skolor av typen Female seminary, där flickor erbjöds en högre formell undervisning av en mer formell och akademisk typ än vad som förut varit fallet i den tidens flickpensioner, som bara erbjöd en ytlig bildning i sällskapstalanger. 
Dessa skolor profilerade sig för att erbjuda en seriös utbildning för kvinnliga elever, som förväntades använda denna utbildning. I praktiken innebar det att kvinnorna skulle bli så kallade republikanska mödrar, i stånd att undervisa sina egna barn på ett seriöst sätt, eller att bli yrkesverksamma som lärare. Så småningom utökades dessa mål till att också omfatta andra yrkesutsikter, allteftersom fler yrken kom att uppfattas som accepterade för kvinnor.  
Female seminary-skolorna växte och utvecklades i takt med den växande kvinnorörelsen i USA, och utvecklades till att bli olika typer av yrkesskolor för kvinnor och kallas för Women's university (kvinnouniversitet) eller Women's colleges. De spelade en viktig roll för utvecklingen av kvinnors tillgång till högre utbildning i USA, fram till att de faktiska universiteten började öppnas för kvinnor i USA.